# Лиозненский район
Лио́зненский райо́н (бел. Лёзненскі раён) — административная единица на востоке Витебской области Республики Беларусь. Административный центр — городской посёлок Лиозно.
Численность населения — 14 494 человек (на 1 января 2025 года).

## Административное устройство
В районе 6 сельсоветов:
- Бабиновичский
- Велешковичский
- Добромыслинский
- Крынковский
- Лиозненский
- Яськовщинский

Упразднённые сельсоветы: 
- Горбовский[6]
- Ковалевский[6]
- Стасевский[6]

29 апреля 2004 года упразднены: Ковалевский, Стасевский, Горбовский сельсоветы.

## География
Территория — 1400 км², 44 % площади занято лесом. На севере и западе район граничит с Витебским, на юго-западе — с Сенненским, на юге — с Оршанским и Дубровенским районами, на востоке — с Руднянским районом Смоленской области России.
Северная часть района расположена в пределах Витебской возвышенности, южная — Лучосской низины.
По территории района протекает река Лучоса с притоками Суходровка и Черница. Крупнейшие озёра: Зеленское, Шелохово, Ситняское, Буевское.

## Геральдика
Герб и флаг учреждены Указом Президента Республики Беларусь от 20 января 2006 года № 36 и зарегистрированы в Государственном геральдическом регистре Республики Беларусь 6 февраля 2006 года № Б-64 и Б-65. Одобрены решением Лиозненского районного исполнительного комитета от 23 октября 2002 года № 516.

## История
Район образован 17 июля 1924 года. До 26 июля 1930 года входил в состав Витебского округа. Первоначально состоял из 10 сельсоветов, около 1926 года образованы Уновский национальный латышский сельсовет и Колышковский национальный еврейский сельсовет (упразднены в 1934—1935 годах). 8 июля 1931 года к Лиозненскому району присоединена территория 10 сельсоветов упразднённого Высочанского района. 12 февраля 1935 года три сельсовета переданы Богушевскому району (12 марта один из них возвращён Лиозненскому району). С 15 января 1938 года (по другим данным, с 20 февраля 1938 года) в составе Витебской области. В 1938 году в районе было 20 сельсоветов, в 1947 году — 17.
Во время Великой Отечественной войны нацисты согнали оставшихся в районе евреев в 4 гетто и почти полностью уничтожили.
9 сентября 1946 года один сельсовет передан образованному Ореховскому району (17 декабря 1956 возвращён при упразднении Ореховского района), 24 августа один сельсовет передан Витебскому району. 
25 декабря 1962 года в состав образованного Лиозненского района переданы городские посёлки: Сураж и Яновичи с подчинёнными поселковым Советам населёнными пунктами, Запольский сельсовет и населённые пункты: Беликово, Брили, Войтехи, Горькаво, Калинка, Луньки, Островские, Соболево, Хотоля и Штаново Куринского сельсовета Витебского района; 22 января 1963 года — Вымнянский сельсовет того же района, 2 августа 1966 года все эти территории возвращены Витебскому району.
20 октября 1995 года административные единицы Лиозненский район и посёлок Лиозно, имеющие общий административный центр, объединены в одну административную единицу — Лиозненский район.

## Демография
Численность населения — 14 494 человек (на 1 января 2025 года), в том числе городское — 6 515 человек (Лиозно — 6 515 человек), сельское — 7 979 человек.
Население района составляет 15 022 человек, в том числе в городских условиях живут 6 631 человек (на 1 января 2023 года).
| Численность населения | Численность населения | Численность населения | Численность населения | Численность населения | Численность населения | Численность населения | Численность населения | Численность населения |
| 1970                  | 1979                  | 1989                  | 1996                  | 2001                  | 2002                  | 2003                  | 2004                  | 2005                  |
| --------------------- | --------------------- | --------------------- | --------------------- | --------------------- | --------------------- | --------------------- | --------------------- | --------------------- |
| 28 848                | ▼25 200               | ▼23 778               | ▼23 058               | ▼21 131               | ▼20 790               | ▼20 425               | ▼20 031               | ▼19 637               |
| 2006                  | 2007                  | 2008                  | 2009                  | 2010                  | 2011                  | 2012                  | 2013                  | 2014                  |
| ▼19 165               | ▼18 717               | ▼18 214               | ▼17 865               | ▼17 767               | ▼17 565               | ▼17 307               | ▼17 104               | ▼16 925               |
| 2015                  | 2016                  | 2017                  | 2018                  | 2019                  | 2020                  | 2021                  | 2022                  | 2023                  |
| ▼16 838               | ▼16 752               | ▼16 714               | ▼16 534               | ▼16 377               | ▼16 095               | ▼15 777               |                       | ▼15 022               |
| 2024                  | 2025                  |                       |                       |                       |                       |                       |                       |                       |
|                       | ▼14 494               |                       |                       |                       |                       |                       |                       |                       |

| Национальный состав по переписи населения | Национальный состав по переписи населения | Национальный состав по переписи населения | Национальный состав по переписи населения | Национальный состав по переписи населения | Национальный состав по переписи населения |
| Народ                                     | Численность (2009)                        | %                                         | Народ                                     | Численность (2019)                        | %                                         |
| ----------------------------------------- | ----------------------------------------- | ----------------------------------------- | ----------------------------------------- | ----------------------------------------- | ----------------------------------------- |
| Белорусы                                  | 15 304                                    | 86,66%                                    | Белорусы                                  | 13 177                                    | 81,42%                                    |
| Русские                                   | 1896                                      | 10,74%                                    | Русские                                   | 2182                                      | 13,48%                                    |
| Украинцы                                  | 215                                       | 1,22%                                     | Украинцы                                  | 175                                       | 1,08%                                     |
| Молдаване                                 | 42                                        | 0,24%                                     | Поляки                                    | 33                                        | 0,20%                                     |
| Цыгане                                    | 31                                        | 0,18%                                     | Молдаване                                 | 29                                        | 0,18%                                     |
| Поляки                                    | 21                                        | 0,12%                                     | Узбеки                                    | 23                                        | 0,14%                                     |
| Таджики                                   | 17                                        | 0,1%                                      | Таджики                                   | 18                                        | 0,11%                                     |
| Литовцы                                   | 13                                        | 0,07%                                     | Цыгане                                    | 11                                        | 0,07%                                     |
| Узбеки                                    | 13                                        | 0,07%                                     | Литовцы                                   | 11                                        | 0,07%                                     |
| Татары                                    | 10                                        | 0,06%                                     | Татары                                    | 9                                         | 0,06%                                     |

По переписи 1939 года, в районе проживало 59 656 человек, в том числе 50 683 белорусов (85%), 4451 русских (7,5%), 1427 евреев (2,4%), 1059 латышей (1,8%), 715 поляков, 460 украинцев, 252 литовца и 1920 представителей прочих национальностей. По переписи 1959 года, в районе проживало 28 665 белорусов (90,38%), 2491 русских (7,85%), 121 украинец, 74 еврея, 58 поляков, 318 представителей других национальностей.
В 2018 году 16,2% населения района было в возрасте моложе трудоспособного, 51,8% — в трудоспособном, 32% — старше трудоспособного. В 2017 году коэффициент рождаемости составил 9,7 на 1000 человек, коэффициент смертности — 19,9 (средние коэффициенты рождаемости и смертности по Витебской области — 9,6 и 14,4, по Республике Беларусь — 10,8 и 12,6). В 2017 году в районе родилось 150 и умерло 307 человек. Сальдо внутренней миграции отрицательное (в 2017 году — -138 человек).
В 2017 году в районе было заключено 73 брака (4,7 на 1000 человек, один из самых низких показателей в Витебской области) и 46 разводов (3 на 1000 человек); средние показатели по Витебской области — 6,4 и 3,4 на 1000 человек, по Республике Беларусь — 7 и 3,4 на 1000 человек соответственно.

## Экономика
Средняя зарплата в районе составляет 81,2% от среднего уровня по Витебской области (2017 год). В 2017 году в районе было зарегистрировано 103 микроорганизации и 8 малых организаций. В 2017 году 14,9% организаций района были убыточными (в 2016 году — 22,3%). В 2015—2017 годах в реальный сектор экономики района поступило 0,35 млн долларов иностранных инвестиций. В 2017 году предприятия района экспортировали товаров на сумму 2,1 млн долларов, импортировали на 0,6 млн долларов (сальдо — 1,5 млн долларов).
Выручка предприятий и организаций района от реализации продукции, товаров, работ, услуг за 2017 год составила 68,7 млн рублей (около 34 млн долларов), в том числе 27,7 млн рублей пришлось на сельское, лесное и рыбное хозяйство, 12,7 млн на промышленность, 2,2 млн на строительство, 15,5 млн на торговлю и ремонт.

### Промышленность
В районе действует 6 промышленных предприятий, включая:
- «Лиозненский консервно-овощесушильный завод»
- «Лиозненский лесхоз»
- «Комбинат кооперативной промышленности»
- «Лиозненский льнозавод»
- Лиозненский филиал ОАО «Молоко» г. Витебска
- «БИГИВ»

### Сельское хозяйство
Под зерновые культуры в 2017 году было засеяно 11,5 тыс. га пахотных площадей, под кормовые культуры — 17,7 тыс. га, под лён — 1,2 тыс. га. Валовой сбор зерновых и зернобобовых в 2017 году составил 31,3 тыс. т (средняя урожайность — 27,1 ц/га), сбор льноволокна составил 1,1 тыс. т.
На 1 января 2018 года в сельскохозяйственных организациях района (без учёта фермерских и личных хозяйств населения) содержалось 22 тыс. голов крупного рогатого скота (в том числе 8,1 тыс. коров), 90,8 тыс. голов птицы. За 2017 год было произведено 1663 т мяса (в убойном весе) и 29 161 т молока.

### Транспорт
По району проходят автомагистраль Витебск — Смоленск и соответствующая железная дорога.

## Здравоохранение
В 2017 году в учреждениях Министерства здравоохранения Республики Беларусь насчитывалось 37 практикующих врачей (24,2 в пересчёте на 10 тысяч человек; средний показатель по Витебской области — 37, по Республике Беларусь — 40,5) и 150 средних медицинских работников. В лечебных учреждениях района насчитывалось 107 больничных коек (70 в пересчёте на 10 тысяч человек; средний показатель по Витебской области — 80,5, по Республике Беларусь — 80,2).

## Религия
В Лиозненском районе действует 8 православных общин, 2 общины христиан веры евангельской, по одной общине католиков и евангельских христиан-баптистов.

## Образование
В 2017 году в районе действовало 15 учреждений дошкольного образования (включая комплексы «детский сад — школа») с 584 детьми. В 2017/2018 учебном году действовало 10 учреждений общего среднего образования (в 2010/2011 учебном году — 21), в которых обучалось 1463 ученика. Учебный процесс в школах обеспечивали 220 учителей.

## Культура
В районном центре расположен Лиозненский военно-исторический музей с 9,8 тыс. музейных предметов основного фонда. В 2016 году музей посетили 9 тысяч человек
.

### Музеи
- Музей боевой славы аг. Бабиновичи

## Достопримечательности
- Вознесенская церковь в г. п. Лиозно
- Бюст Марка Шагала
- Мемориальный комплекс "Адаменская горка"
- Памятник освободителям — Танк Т-34
- Руины малой ГЭС